# Russula chloroides
Russula chloroides (Krombh.) Bres., Fung. trident. 2: 89 (1900).

## Descrizione della specie
Cappello
5-15 cm, da convesso a depresso, sempre con una depressione centrale, poi imbutiforme, carnoso, duro.
cuticolainizialmente tomentosa poi liscia, opaca, asciutta, difficilmente separabile,  da bianco avorio a giallastra con macchie bruno-ocracee;
margineinvoluto, poi più aperto e disteso.
Lamelle
Adnato-decorrenti, arcuate, strette, molto fitte (da 9 a 15 per cm), inframezzate da numerose lamellule di varia lunghezza, forcate, anastomosate, color bianco-crema-pallido, spesso con sfumature verde-azzurrine all'attaccatura del gambo non sempre visibili, si macchiano di bruno sul filo in vecchiaia, rapporto in sezione carne/lamelle 2:1.
Gambo
2-6 cm, duro, tozzo, cilindrico, attenuato alla base e svasato all'apice, prima pieno poi cavernoso, asciutto, pruinoso, rugoso, biancastro con sfumature azzurrine, verdastre in alto sotto l'inserzione delle lamelle, con macchie brunastre.
Carne
Dura, compatta, bianca con tendenza a diventare brunastra dopo una lunga esposizione all'aria.
- Odore: sgradevole, caratteristico di pesce.
- Sapore: dolciastro nella carne, acre sulle lamelle.

Spore
Biancastre o color crema chiaro in massa.

## Reazioni chimiche
- con FeSO4 (solfato ferroso) = la carne vira lentamente al giallo-arancio, rosa-arancio
- con Guaiaco = la carne vira al verde-azzurro

## Habitat
Ubiquitario, piuttosto comune, fruttifica in boschi di latifoglia condividendo lo stesso habitat della Russula delica.

## Commestibilità
Mediocre.

## Specie simili
La R. chloroides viene spesso confusa con la Russula delica, specie più comune, soprattutto quando non è visibile il colore azzurrino-verdastro all'apice del gambo, all'attaccatura delle lamelle.  Per la stretta somiglianza alcuni autori la considerano una varietà di quest'ultima.

## Etimologia
Dal greco khlorós, color verde e eîdos, sembianza, per via delle sfumature verdognole.

## Nomi comuni
- Tufirón

## Sinonimi e binomi obsoleti
- Agaricus chloroides Krombh., Naturgetr. Abbild. Schwämme (Prague) 7: 7, tab. 56 (1843)
- Lactarius chloroides (Krombh.) A. Kawam., 3: 352 (1954)
- Russula delica var. chloroides (Krombh.) Killerm., 6: 7 (1936)